# Martie 2021
Acest articol este generat integral pe baza informațiilor din articolul 2021 și este actualizat periodic de un robot.
 Editările făcute în articol vor fi șterse la următoarea actualizare! Dacă doriți să faceți modificări, editați articolul-sursă.

ianuarie -
februarie -
martie -
aprilie -
mai -
iunie -
iulie -
august -
septembrie -
octombrie -
noiembrie -
decembrie
Martie 2021 a fost a treia lună a anului și a început într-o zi de luni.

## Evenimente

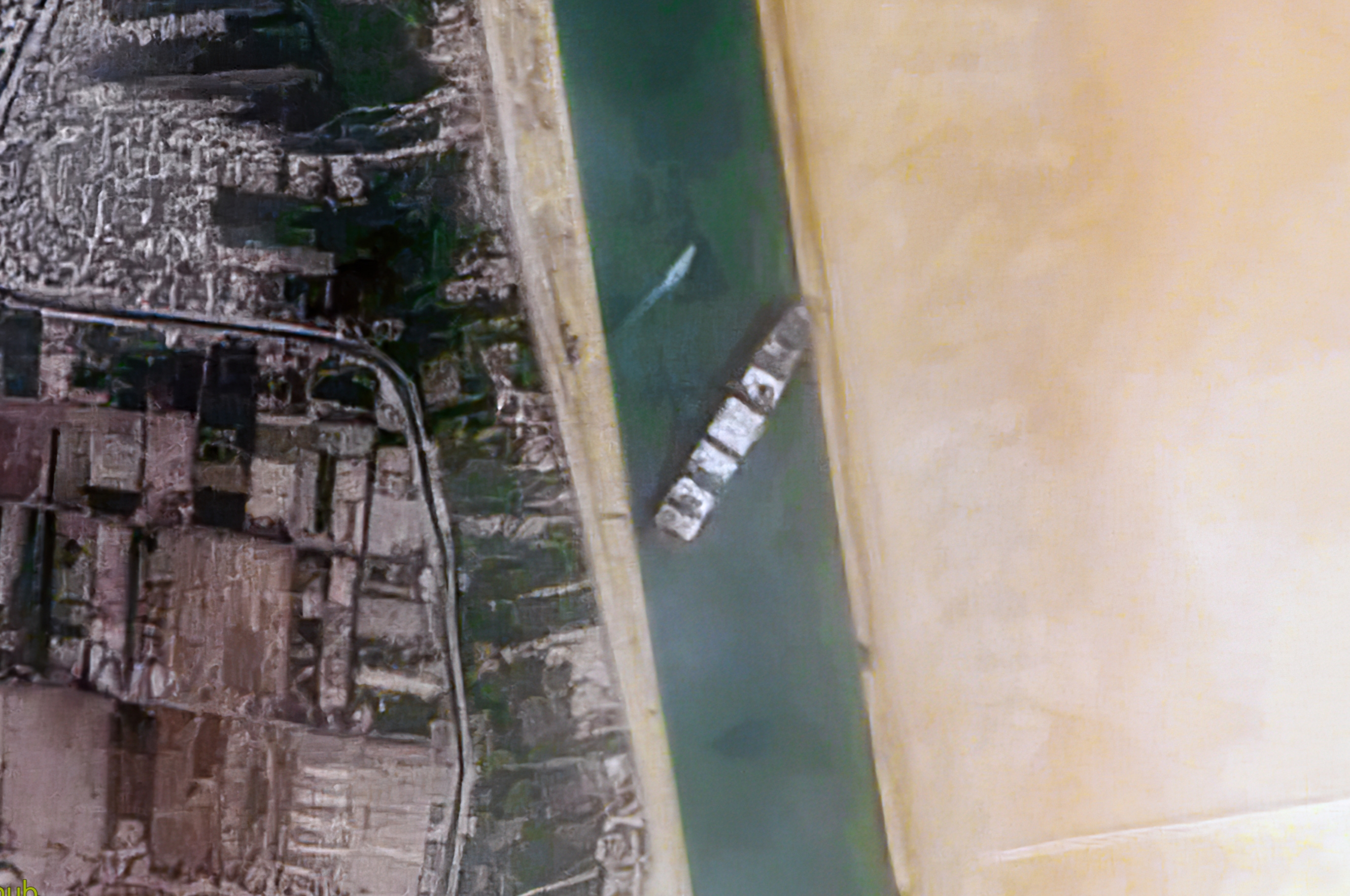
23 martie: Ever Given, o navă taiwaneză de 400 de metri lungime și 59 lățime a eșuat de-a latul Canalului de Suez din cauza vântului puternic blocând total traficul maritim în zonă.

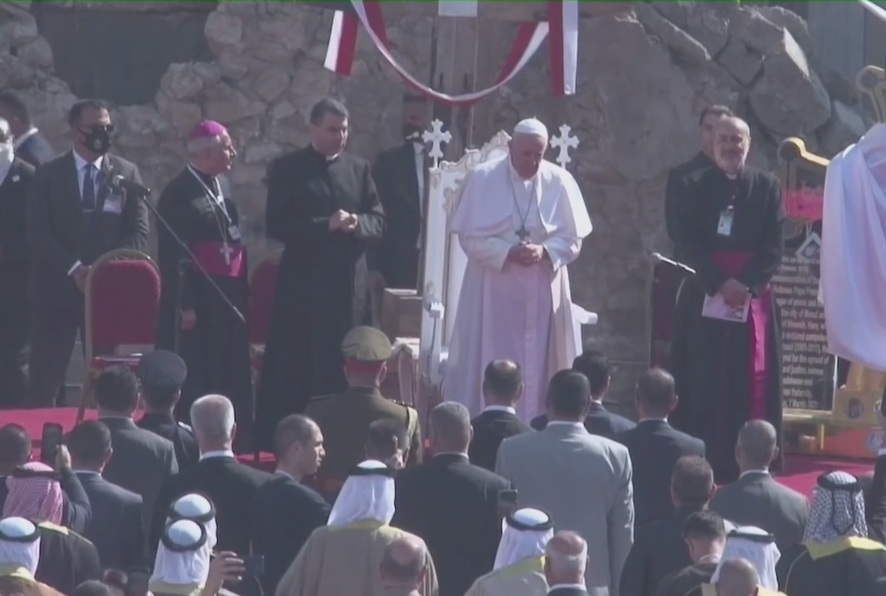
Papa Francisc la Mosul, Irak

- 1 martie: Fostul președinte francez, Nicolas Sarkozy, a fost condamnat la trei ani de închisoare, dintre care unu cu executare și doi cu suspendare, pentru corupție, după ce a fost găsit vinovat de încercarea de a oferi un loc de muncă unui magistrat în schimbul informațiilor despre o anchetă penală a partidului său politic.[1]
- 1 martie: Doi muncitori au fost înjunghiați mortal în timp ce erau ținuți ostatici într-un bloc din Onești, România. Atacatorul, un bărbat în vârstă de 68 de ani, pierduse apartamentul în urmă cu 12 ani în favoarea companiei unde lucrau victimele și a încercat să-și răscumpere fosta proprietate prin sechestrare de persoane.[2]
- 5 martie: Papa Francisc ajunge la Bagdad în prima vizită papală în Irak.[3]
- 6 martie: Papa Francisc se întâlnește cu marele ayatolah Ali al-Sistani la Najaf, Irak. Este prima întâlnire vreodată dintre un papa și un ayatollah. [4]
- 7 martie: Elveția devine al șaptelea stat european care interzice purtarea burqa în public, după Austria, Danemarca, Franța, Belgia, Letonia și Bulgaria.
- 15 martie: Filmul Colectiv, regizat de Alexander Nanau, a fost nominalizat la categoriile Cel mai bun film străin și Cel mai bun film documentar, la cea de-a 93-a ediție a Premiilor Oscar. Este primul film românesc nominalizat la Oscar.[5]
- 18 martie: Congresul Deputaților spaniol votează cu 202–141 pentru aprobarea definitivă a legalizării eutanasiei și sinuciderii asistate pentru persoanele cu boli grave și incurabile care doresc să-și pună capăt vieții, Spania devenind a patra țară din Uniunea Europeană care face acest lucru.[6]
- 20 martie: Comitetul de organizare pentru Jocurile Olimpice și Paralimpice de vară din 2020 de la Tokyo anunță că spectatorilor de peste mări li se va interzice intrarea în Japonia pentru a viziona Jocurile Olimpice de vară din 2020 și Jocurile Paralimpice din cauza riscului de răspândire a COVID-19.[7]
- 22 martie: Parlamentul Republicii Moldova a dispus ridicarea imunității de deputat a doi deputați din fracțiunea Partidului „ȘOR”, fiind vorba de deputații Petru Jardan și Denis Ulanov, primul fiind luat sub escorta CNA din incinta parlamentului.
- 23 martie: Ever Given, o navă taiwaneză de 400 de metri lungime și 59 lățime a eșuat de-a latul Canalului de Suez din cauza vântului puternic blocând total traficul maritim în zonă.[8]
- 23 martie: Pandemia de COVID-19 – Numărul vaccinărilor administrate la nivel mondial depășește 500 de milioane.[9]
- 26 martie: Ca urmare a unei greve spontane a angajaților, Metroul din București nu mai funcționează. Guvernul și Metrorex condamnă greva ca fiind ilegală.[10]
- 27 martie: Protestele din Myanmar – Peste 114 de protestatari anti-lovitură de stat sunt uciși de militari, în timp ce liderul Consiliul Administrației de Stat, Min Aung Hlaing, sărbătorește Ziua Forțelor Armate și promite să „protejeze oamenii și să lupte pentru democrație”. Proteste au izbucnit în toată țara, în ciuda avertismentului emis de televiziunea de stat că protestatarii ar putea fi „împușcați în cap sau în spate”.[11][12]
- 29 martie: Nava portcontainer Ever given este reflotată și remorcată spre nord, permițând redeschiderea Canalului Suez. Cel puțin 369 de nave așteaptă să treacă prin canal.[13]
- 30 martie: Brazilia – Într-o întâlnire cu ministrul apărării recent numit Walter Souza Braga Netto, comandanții tuturor celor trei ramuri ale forțelor armate braziliene – generalul Edson Leal Pujol (armată), amiralul Ilques Barbosa Junior (marină) și brigadierul Antonio Carlos Moretti Bermudez (forțele aeriene) – și-au anunțat intenția de a demisiona din funcțiile lor imediat ce vor fi găsiți noi succesori. Anunțul de demisie colectivă vine la mai puțin de o zi de la demiterea fostului ministru al apărării Fernando Azevedo e Silva și se presupune că este o mișcare pentru a semnala opoziția Forțelor Armate față de orice amestec militar în politică.[14]
- 30 martie: A treia zi de proteste în București și mai multe orașe din țară împotriva restricțiilor anti-COVID.[15] Alianța pentru Unirea Românilor a anunțat organizarea ultimelor două zile de proteste.[16][17]

## Nașteri
Lucas Tindall, nepot al Prințesei Anne a Marii Britanii și strănepot al Elisabetei a II-a și al lui Filip, Duce de Edinburgh
Prințul Iulian al Suediei, Duce de Halland, fiu al Prințului Carl Philip, Duce de Värmland și al Prințesei Sofia, Ducesă de Värmland

## Decese
- 1 martie: Horea Cucerzan, 82 ani, pictor român (n. 1938)
- 1 martie: Gheorghe Dănilă, 71 ani, actor român de teatru și film (n. 1949)
- 1 martie: Paul Rezeanu, 83 ani, istoric și critic de artă, expert în artă modernă și profesor universitar român (n. 1937)
- 2 martie: Stanley Newens, 91 ani, politician britanic, membru al Parlamentului European (1984–1999), (n. 1930)
- 4 martie: Atanasie Jevtić, 83 ani, episcop ortodox sârb (n. 1938)
- 5 martie: Elena Țau, 74 ani, scriitoare, critic literar, istoric, doctor și conferențiar universitar din Republica Moldova (n. 1946)
- 6 martie: Corneliu Pârcălăbescu, 80 ani, general (rez.) de brigadă român (n. 1940)
- 7 martie: Olivier Dassault, 69 ani, politician și miliardar francez (n. 1951)
- 7 martie: Keith Greene, 83 ani, pilot englez de Formula 1 (n. 1938)
- 7 martie: Lars-Göran Petrov, 49 ani, cântăreț suedez (n. 1972)
- 7 martie: Vasile Popa, 73 ani, actor și cascador român (n. 1947)
- 8 martie: Adrian Bărar, 61 ani, chitarist, textier, compozitor și producător muzical român, fondatorul trupei Cargo (n. 1960)
- 9 martie: James Levine, 77 ani, dirijor și pianist american de etnie evreiască (n. 1943)
- 10 martie: Hamed Bakayoko, 56 ani,  politician ivorian (n. 1965)
- 10 martie: Dan Constantin Mihăilescu, 83 ani, sportiv român (călărie), (n. 1938)
- 10 martie: Mihail Muntean, 82 ani, profesor și doctor în științe istorice din Rusia (n. 1938)
- 10 martie: Jan Vodňanský, 79 ani, scriitor ceh, semnatar al Cartei 77 (n. 1941)
- 11 martie: Augustin Costinescu, 77 ani, pictor și desenator român (n. 1943)
- 12 martie: Nicolae Dabija, 72 ani, scriitor, istoric literar și om politic din Republica Moldova, membru de onoare al Academiei Române și membru corespondent al Academiei de Științe a Moldovei (n. 1948)
- 13 martie: Marvin Nathaniel Hagler, 66 ani, boxer profesionist american (n. 1954)
- 13 martie: Klaus Popa, 69 ani, istoric german originar din România (n. 1951)
- 14 martie: Aurora Cornu, 89 ani, scriitoare, actriță, regizoare de film și traducătoare română, stabilită în Franța (n. 1931)
- 17 martie: Anton Gămurari, 70 ani, general din Republica Moldova, participant la Conflictul din Transnistria (n. 1950)
- 18 martie: Zeev Aram, 89 ani, arhitect și designer de mobilă britanic de etnie evreiască (n. 1931)
- 19 martie: Glynn Stephen Lunney, 84 ani, inginer american la NASA (n. 1936)
- 20 martie: Constance Demby, 81 ani, artistă, compozitoare, vocalistă, proiectantă de instrumente muzicale originale, pictoriță, sculptoriță, și producătoare multi-media, americană (n. 1939)
- 21 martie: Nawal Al-Saadawi, 89 ani, scriitoare egipteană (n. 1931)
- 21 martie: Adam Zagajewski, 75 ani, poet, romancier, traducător și eseist polonez (n. 1945)
- 22 martie: Johnny Dumfries, 62 ani, pilot scoțian de Formula 1 (n. 1958)
- 23 martie: Hana Hegerová, 89 ani, cântăreață și actriță slovacă (n. 1931)
- 23 martie: Adina Nanu, 93 ani, critic și istoric de artă român (n. 1927)
- 23 martie: George Segal, 87 ani, actor american de film, teatru și televiziune (n. 1934)
- 24 martie: Nicolae Nan, 85 ani, senator român (1990-1992), (n. 1935)
- 24 martie: Kunie Tanaka, 88 ani, actor japonez (n. 1932)
- 25 martie: Aurel Gheorghe Ardeleanu, 84 ani, dramaturg, prozator și sculptor român (n. 1936)
- 25 martie: Bertrand Tavernier, 79 ani, regizor, scenarist, actor și producător de film, francez (n. 1941)
- 26 martie: Ion Bălu, 87 ani, critic și istoric literar, biograf, profesor de literatură română (n. 1933)
- 26 martie: Cornelia Catangă, 63 ani, interpretă română de muzică lăutărească de etnie romă (n. 1958)
- 26 martie: Ilie Vancea, 72 ani, politician din R. Moldova, Ministru al Educației (2000–2002), (n. 1949)
- 27 martie: Petr Kellner, 56 ani, antreprenor ceh (n. 1964)
- 27 martie: Rodion Ladislau Roșca, 67 ani, muzician român de muzică rock (n. 1953)
- 28 martie: Constantin Simirad, 79 ani, politician român, primar al Iașului (1992-2003), președinte al CJ (2008-2012), (n. 1941)
- 29 martie: Bashkim Fino, 58 ani, politician și economist albanez, prim-ministru al Albaniei (1997), (n. 1962)